# Rio Lobo
Rio Lobo är en amerikansk westernfilm från 1970 med John Wayne i huvudrollen och regisserad av Howard Hawks.

## Handling
Rio Lobo utspelar sig 1865, året då amerikanska inbördeskriget slutade. Före detta nordstatsöversten Cord McNally (John Wayne) slår sig samman med ett par tidigare sydstassoldater i jakten på den person som under kriget sålt hemlig information från nordstaterna till sydstatssidan. Deras jakt för dem till staden Rio Lobo där de hjälper till att rädda den lilla Texasstaden från ett gäng banditer vars ledare är den förrädare de letar efter.

## Om filmen
Rio Lobo var den tredje filmen i en trilogi av Howard Hawks där han varierar temat med en sheriff som försvarar sin position gentemot hårdföra banditer. De andra filmerna i trilogin är Rio Bravo (1959) och El Dorado (1966). Manusen till de tre filmerna är skrivna av Leigh Brackett.

## Rollista
| John Wayne       | – Överste Cord McNally |
| Jennifer O'Neill | – Shasta Delaney       |
| Victor French    | – Ketcham              |
| David Huddleston | – Dr. Ivor Jones       |
| Jim Davis        | – Sheriff i Rio Lobo   |